# حسین الصادق
حسین الصادق (عربی: حُسین الصادق؛ زادهٔ ۱۵ اکتبر ۱۹۷۳) بازیکن سابق فوتبال اهل عربستان سعودی است.
وی در تیم ملی فوتبال عربستان ۶۴ بازی انجام داده است و عضو این تیم در جام جهانی فوتبال ۱۹۹۴ و ۱۹۹۸ بوده است.